# État d'urgence
Pour les articles homonymes, voir État d'urgence (homonymie).
L'état d'urgence est une mesure prise par un gouvernement en cas de péril imminent dans un pays. Certaines libertés fondamentales peuvent être restreintes, comme la liberté de circulation, le droit de réunion ou la liberté de la presse.

## Exception
Des circonstances exceptionnelles, extrêmes, imprévisibles, peuvent amener un État, sur un territoire donné, pour une durée déterminée, à une restriction des lois, réputées démocratiques, et jugées insuffisantes pour faire face à un danger public en cours ou imminent, contrairement aux normes de l'État de droit courant.
L'alerte peut porter sur une crise 
- météorologique (catastrophe naturelle : éruption volcanique, typhon, tsunami...), climatique,
- écologique,
- environnementale,
- médicale,
- sanitaire (risque nucléaire, pandémie),
- alimentaire (grippe aviaire, vache folle...),
- économique (rupture des régularités socio-économiques),
- financière,
- humanitaire,
- migratoire,
- sociale...

Les cas de guerre extérieure, de guerre civile intérieure, de troubles intérieurs graves (manifestation, faits sociaux violents, révolte avec armes, émeute, sédition, subversion, terrorisme) relèvent d'une autre logique, d'état de siège. Le désordre (le chaos) est le résultat d'une déliaison sociale, d'une dislocation du corps social, de la concorde, entraînant un état de guerre civile (réel ou fictif) : décolonisation, guerre de partisans, guérilla, projet politique différent (état d'exception / résistance).
Sauf à réfléchir en termes de guerre civile mondiale, planétaire, universelle, permanente, et donc d'état d'exception permanente.

## Relation avec le droit international
L'article 4 du Pacte international relatif aux droits civils et politiques de l'ONU de 1966 régule au niveau du droit international l'état d'urgence. Il dispose en particulier que :

« 4.1 Dans le cas où un danger public exceptionnel menace l’existence de la nation et est proclamé par un acte officiel, les États parties au présent Pacte peuvent prendre, dans la stricte mesure où la situation l’exige, des mesures dérogeant aux obligations prévues dans le présent Pacte, sous réserve que ces mesures ne soient pas incompatibles avec les autres obligations que leur impose le droit international et qu’elles n’entraînent pas une discrimination fondée uniquement sur la race, la couleur, le sexe, la langue, la religion ou l’origine sociale. (...)
4.3 Les États parties au présent Pacte qui usent du droit de dérogation doivent, par l’entremise du Secrétaire général de l'Organisation des Nations unies, signaler aussitôt aux autres États parties les dispositions auxquelles ils ont dérogé ainsi que les motifs qui ont provoqué cette dérogation. Une nouvelle communication sera faite par la même entremise, à la date à laquelle ils ont mis fin à ces dérogations. »

Le Comité des droits de l'homme de l'ONU peut examiner les éléments constitutifs du danger public invoqué et éventuellement solliciter l'élaboration de rapports spéciaux. Il a élaboré en 1981 une déclaration relative à l'interprétation de cet article. L'Égypte, entre autres, a ainsi été à plusieurs reprises épinglée pour son état d'urgence continu depuis au moins 1981.
La proclamation de l'état d'urgence ne permet pas de déroger à certains droits fondamentaux et interdictions absolues, dont en particulier le « droit à la vie », l'interdiction de la torture et des traitements inhumains et dégradants, l'esclavage, la servitude, la loi rétroactive et la « reconnaissance de la presomnalité juridique » la « liberté de penser, de conscience et de religion ».
La Convention européenne des droits de l'homme contient des dispositions dérogatoires du même type, mais ont été appliquées d'une manière beaucoup plus rigoureuse, comme en témoigne la dérogation demandée par le Royaume-Uni après le 11 septembre 2001.

## Liste non exhaustive par pays

### Afrique

#### Algérie
L'état d’urgence a été en vigueur pendant dix-neuf ans ; mis en place le 9 février 1992, au départ pour un an, il a été levé le 24 février 2011.

#### Burkina Faso
L'état d'urgence a été déclaré le 31 décembre 2018 à la suite d’attaques continues dans la région du nord.

#### Égypte
En Égypte, l'état d'urgence est en vigueur de 1956, sur fond de la crise du canal de Suez, à 1964 ; puis de 1967, en raison de la guerre des Six Jours, jusqu'en 1980,. Il est rétabli la prochaine année après l'assassinat du président Anouar el-Sadate, avant d'être levé fin mai 2012, après 31 ans.
En 2017, l'état d'urgence est rétabli sur le territoire national à la suite des attentats du dimanche des Rameaux. Il est levé en octobre 2021, suite à une annonce du président Abdel Fattah al-Sissi.

#### Guinée
26 mars 2020 à la suite de la pandémie de COVID-19 dans le pays le 13 mars 2020.

#### Liberia
La présidente Ellen Johnson Sirleaf décret l'état d'urgence à la suite de l'épidémie de la fièvre ébola pour 90 jours.

#### Mali
L'état d'urgence est déclaré du 12 janvier au 6 juillet 2013, après l'offensive lancée vers le Sud par des groupes islamistes armés.

#### Maroc
L'état d'exception est déclaré pour la première fois par le roi Hassan II en juin 1965, à la suite des événements du 23 mars 1965. Il est levé cinq ans plus tard.
Le 20 mars 2020, lors de la pandémie de Covid-19, « l’état d’urgence sanitaire » est déclaré par le ministre d'Intérieur Abdelouafi Laftit. Il est ensuite codifié dans un décret-loi adopté par le parlement le 23 mars, qui met en place la gouvernance et les procédures de déclaration de l'état d'urgence sanitaire. Au départ pour un mois, l'état d'urgence est finalement prolongé jusqu'au 28 février 2023. 

#### Niger
En novembre 2015, dans la région de Diffa, l'état d'urgence est instauré après des attaques de Boko Haram,.

#### Nigeria
En mai 2013, à la suite de l'attaque de Boko Haram, le président Goodluck Jonathan déclare l'état d'urgence dans trois États du pays. Olusegun Obasanjo avait déclaré l'état d'urgence précédemment, en 2004 et 2006. Cette situation prend fin le 20 novembre 2014, car n'ayant pas été renouvelée par le Parlement qui en constate l'inefficacité sur la vague de violences.
Le 8 août 2014, à la suite de l'épidémie de la fièvre ébola, l'état d'urgence est décrété pour 90 jours.

#### Sénégal
L’état d’urgence est déclaré par le président Macky Sall le 23 mars 2020 en réaction à la pandémie de COVID-19 dans le pays.

#### Tchad
En novembre 2015, l'état d'urgence est instauré après des attaques de Boko Haram,.

#### Togo
L’état d’urgence est déclaré par le président Faure Gnassingbé le 1er avril 2020 en réaction à la pandémie de COVID-19 dans le pays.

#### Tunisie
L'état d’urgence est en vigueur lors de la Révolution tunisienne, à partir de janvier 2011 et levé en mars 2014. 
En juin 2015, après l'attentat de Sousse, le président Béji Caïd Essebsi rétabli dans un décret l'état d'urgence dans tout le pays pour faire face au terrorisme. Après avoir été brièvement suspendu, il est réinstauré le 24 novembre 2015 en réaction à l'attentat de Tunis.

### Amérique

#### Canada
Au Canada, le gouvernement a adopté une loi sur les mesures d'urgence en 1988 ; celle-ci a été utilisée pour la première fois en février 2022 lors des perturbations liées au Convoi de la liberté. Avant 1988, le gouvernement utilisait plutôt la Loi sur les mesures de guerre (maintenant abrogée) et il avait invoqué cette loi trois fois, lors de la Première Guerre mondiale, à l'occasion de la Seconde Guerre mondiale ainsi que pendant la crise d'Octobre. Les provinces canadiennes peuvent aussi avoir leurs lois sur l'état d'urgence, y compris pour l'état d'urgence sanitaire.

#### États-Unis
Aux États-Unis, l'état d'urgence est déclaré au niveau fédéral et en plusieurs États en 2020 à cause de la pandémie de Covid-19 aux États-Unis,,.

#### Haïti
À Haïti, l'état d'urgence est déclaré après le séisme de 2010 et pour une durée d'un mois après l'ouragan Sandy de 2012.

### Asie

#### Birmanie
En Birmanie, l'armée a instauré l'état d'urgence depuis sa prise de contrôle du pouvoir dans un coup d'État le 1er février 2021. L'état d'urgence provoque notamment le report des élections promises par la junte militaire.

#### Brunei
Au Brunei, l’état d’urgence est institué le 12 décembre 1962 lors de la révolte de Brunei. Il s’agit de l’état d’urgence le plus long actuellement en vigueur au monde, étant prolongé tous les deux ans par le sultan, doté de pouvoirs exceptionnels par la loi d’urgence.

#### Inde
état d'urgence du 25 juin 1975 au 21 mars 1977, sur la recommandation de la Première ministre Indira Gandhi[style à revoir].

#### Pakistan
état d'urgence du 3 novembre 2007 au 15 décembre 2007, dans le cadre de la campagne électorale pour les élections législatives pakistanaises de 2008[style à revoir].

#### Syrie
En Syrie, l'état d'urgence est déclaré lors d'un coup d'État qui met le Parti Baas syrien au pouvoir le 8 mars 1963. Il ne prend fin que par décret du gouvernement daté le 19 avril 2011 en réponse au Printemps arabe en Syrie, après une durée de 48 ans.

#### Turquie
En 1979, face à une agitation politique dans les régions à majorité kurde, le gouvernement décrète l'état d'urgence dans certaines provinces. En août 1984, le Parti des travailleurs du Kurdistan lance la lutte armée dans les provinces kurdes de Turquie. Devant les progrès de cette guerre de guérilla, le gouvernement turc prend une série de mesures exceptionnelles. En juillet 1987, il étend l’état d'urgence à onze provinces à majorité kurde. vaste zone à sécurité renforcée est baptisée OHAL, pour Olağanüstü Hal (état d'exception). Elle sera dirigée par un gouverneur régional, surnommé Süpervali (« superpréfet »), qui dispose de pouvoirs exceptionnels. L'OHAL sera maintenu jusqu'en novembre 2002.
Suivant la tentative de coup d'État du 15 juillet 2016, le gouvernement de Recep Tayyip Erdoğan décrète l'état d'urgence le 20 juillet 2016. Il reste en vigueur jusqu'au 19 juillet 2018, peu après son investiture pour un second mandat présidentiel.

### Europe

#### Espagne
L'état d'urgence (estado de excepción) est prévu à l'article 116 de la Constitution de 1978. Sa proclamation se fait via un décret pris en conseil des ministres, après autorisation du Congrès des députés, pour un délai maximum de 30 jours, qui peut être prorogé.
Deux autres états de crise peuvent être déclenchés : l'état d'alerte (estado de alarma), pour 15 jours au plus, un délai qui peut être prorogé uniquement avec l'accord du Congrès ; et l'état de siège (estado de sitio), que seul le Congrès peut proclamer.
L'état d'alerte a été proclamé deux fois depuis la restauration de la démocratie : 
- en décembre 2010 par José Luis Rodríguez Zapatero, afin de réquisitionner les contrôleurs aériens sous l'autorité de l'armée et assurer le trafic aérien[37] ;
- en mars 2020 par Pedro Sánchez, afin de faire face aux conséquences de la pandémie de Covid-19[38].

#### France
L’état d’urgence est déclaré « en cas de péril imminent résultant d’atteintes graves à l’ordre public » ou « d’événements présentant, par leur nature et leur gravité, le caractère de calamité publique ». Il permet aux autorités administratives (ministre de l’Intérieur, préfet) de prendre des mesures restreignant les libertés comme l’interdiction de la circulation ou la remise des armes à feu de certaines catégories. Les mesures les plus sévères sont les assignations à résidence, la fermeture de certains lieux, l'’interdiction de manifester et les perquisitions administratives. Ainsi, il dessaisit l’autorité judiciaire de certaines de ses prérogatives. Contrairement à l’état de siège, il n’implique pas les forces armées.
Créé par la loi du 3 avril 1955 pour faire face aux événements liés à la guerre d'Algérie, l’état d'urgence est appliqué trois fois durant cette période. Il est ensuite appliqué trois fois en outre-mer durant les années 1980, puis en 2005, en raison d’émeutes dans les banlieues, et enfin entre le 14 novembre 2015 et le 1er novembre 2017 en raison des risques d’attentats.
La loi renforçant la sécurité intérieure et la lutte contre le terrorisme de 2017 puis la loi relative à la prévention d'actes de terrorisme et au renseignement de 2021 introduisent dans le droit commun, les périmètres de protection et les « mesures individuelles de contrôle administratif et de surveillance » : assignations à résidence administratives et perquisitions, après avis du juge des libertés et de la détention ainsi que les contrôles aux frontières ; ces mesures pouvant être prises exclusivement en prévention du terrorisme mais hors période d’état d’urgence. Les contrôles d’identité sont plus facilement faisables.
L'état d'urgence est déclaré en Nouvelle Calédonie le 15 mai 2024 à la suite de très violentes émeutes ayant lieu sur l'archipel .
L'état d'urgence sanitaire est déclaré « en cas de catastrophe sanitaire mettant en péril, par sa nature et sa gravité, la santé de la population ».
Créé par la loi du 23 mars 2020 pour faire face à la pandémie de covid-19, et abrogé en 2022, l’état d’urgence sanitaire est appliqué nationalement à deux reprises : entre le 24 mars 2020 et le 10 juillet 2020, et entre le 17 octobre 2020 et le 1er juin 2021.
États d’exception en France depuis 1955
- état d’urgence + pouvoirs exceptionnels
- état d’urgence
- état d’urgence limité à une partie du territoire
- état d’urgence sanitaire
- sortie de l’état d’urgence sanitaire

#### Suisse
La Constitution fédérale de la Confédération suisse ne prévoit pas explicitement d'« état d'urgence ». En revanche, son article 165 (intitulé « législation d’urgence ») permet au Parlement d'adopter une loi et de la faire entrer en vigueur immédiatement. L'article 185 (« sécurité extérieure et sécurité intérieure ») permet au gouvernement de faire intervenir l'armée avec certaines limites.
Par ailleurs, en cas d'épidémie, la loi fédérale sur la lutte contre les maladies transmissibles de l'homme permet au gouvernement de déclarer l'état de « situation particulière » (article 6) ou de « situation extraordinaire » (article 7). Cela a été fait pour la première fois lors de la pandémie de coronavirus de 2020.

##### Cantons
De plus, lors de situations extraordinaires menaçant la population, certains cantons peuvent décréter un « état de nécessité » leur permettant d'adopter des mesures exceptionnelles.
Cela est notamment prévu dans les cantons de Genève, du Jura et de Vaud. En 2020, ces dispositions ont été activées pour faire face à la pandémie de Covid-19 en Suisse.